# 鄧廷楨

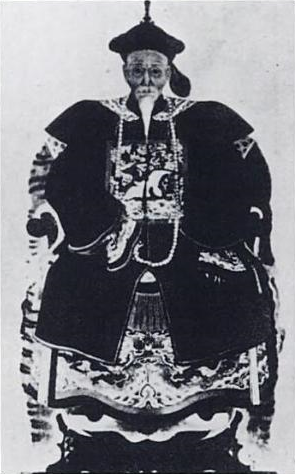

鄧廷楨（1776年—1846年），字维周，又字嶰筠，晚号妙吉祥室老人、刚木老人。江苏江宁人，祖籍苏州洞庭西山明月湾。清朝政治人物、书法家。善诗文，著有《双砚斋诗钞》。邓廷桢曾和林则徐在虎门销烟。

## 生平
鄧廷楨于嘉庆六年（1801年）中进士，選庶吉士，散館授翰林院编修。后历任浙江宁波、陕西延安、榆林、西安等地知府，湖北按察使、江西布政使、陕西按察使、布政使等职。道光六年（1826年），升任安徽巡抚，十五年（1835年）10月15日升任两广总督。道光十九年十二月（1840年1月29日）调任闽浙总督。邓廷桢重用水師副總韓肇慶，韓利用职务之便，用水师船艦给英国人运鸦片，每万箱抽数百箱报功，韩竟因此“保擢总兵，赏戴孔雀翎”。民间有诗《十八咏》讽刺邓廷桢，说他是“两广师船皆私有，月入三万六千银”。
因此在任职两广总督期间，邓一度主张放开鸦片的进口，道光十六年九月初二（1836年10月11日）更上奏要求弛禁。当钦差大臣林则徐到达广州后，对广东官员参与走私活动的情况也非常震惊。邓廷桢本人表面上附和林则徐虎门销烟，邓廷桢的儿子却是广州最大的鸦片商人之一。林則徐準備判韓肇慶死刑，由於鄧廷楨說情，僅予革職了事。
第一次鸦片战争爆发后，邓在福建加强海防，道光二十年（1840年）7月2日在厦门击退来犯的英军。9月28日，清朝因战事失利与英国展开谈判，邓与林则徐同被革职，后流放新疆伊犁。不久被重新起用，任陕西巡抚。道光二十六年（1846年）病逝于西安，归葬于南京麒麟门外邓廷桢墓。

## 延伸阅读
[在维基数据编辑]
 在维基文库阅读此作者作品（ 在维基共享资源阅览影像）
 《清史稿·卷316》
 《清史稿·卷369》，出自趙爾巽《清史稿》